# Sander Guis
Sander Guis (Winterswijk, 11 oktober 1982) is een Nederlandse radiomaker en voice-over. Hij is bekend als voice-over van NPO Radio 1. Daarvoor presenteerde hij programma's op onder andere NPO 3FM en NPO Radio 2

## Loopbaan
Guis begon zijn radiocarrière bij het lokale radiostation Regio FM Wierden om later verder te gaan bij het regionale radiostation Twickelstad FM. In 2004 werkte hij korte tijd voor RTL FM als audiovormgever.
In september 2005 werd hij dj bij het webradiostation BNN.FM. Vanaf januari 2007 was hij in de nachtelijke uren te horen op NPO 3FM.
In september 2009 ging Guis werken voor de NCRV en presenteerde hier diverse programma op NPO 3FM en NPO Radio 2, waaronder Bring It On!, Music Matters en Guis!!!. Daarnaast bleef Guis Bring It On! presenteren op zondagavond op NPO 3FM. Op 1 september 2013 presenteerde hij Music Matters voor het laatst. Eind 2014 was hij voor het laatst in de ether te horen. Zijn uitzendtijd werd geschrapt door een nieuwe programmering.
Sinds 1 juni 2016 presenteerde Guis wekelijks het programma Guis! op KX Radio.
Guis is sinds januari 2022 stationvoice van NPO Radio 1. Hij volgde daarmee Hans Hogendoorn op.
Huidige: · Annemieke Schollaardt · Bart Arens · Carolien Borgers · Evelien de Bruijn · Corné Klijn · Daniël Lippens · Desiree van der Heiden · Dolf Jansen · Eddy Keur · Emmely de Wilt · Evert Duipmans · Jan-Willem Roodbeen · Jeroen Kijk in de Vegte · Jeroen van Inkel · Leo Blokhuis · Martine ten Klooster · Morad El Ouakili · Paul Rabbering · Ruud de Wild · Shay Kreuger ·Tannaz Hajeby · Thomas Hekker · Willemijn Veenhoven
Voormalige: Alfred van de Wege · Andrew Makkinga · Bert Haandrikman · Bert Kranenbarg · Cees van Zijtveld · Cielke Sijben · Daniël Dekker · Edwin Diergaarde · Felix Meurders · Ferry Maat · Frank du Mosch · Frits Sissing · Frits Spits · Gerard Ekdom · Giel Beelen · Gijs Staverman · Hans Schiffers · Henk van Steeg · Jan Paul Grootentraast · Jasper de Vries · Jeanne Kooijmans · Jeroen Mulder · Jetske van Staa · Jurgen van den Berg · Karel van Cooten · Kasper Kooij · Kimberley Dekker · Malou Holshuijsen · Marc Adriani · Marisa Heutink · Mart Smeets · Miranda van Holland · One'sy Muller · Peter Schuiten · Peter van Bruggen · Rick van Velthuysen · Rob Stenders · Roeland van Zeijst · Ron Stoeltie · Rutger Radstaake · Ruud Hermans · Sander de Heer · Sander Guis · Sara Kroos · Simone Walraven · Ted de Braak · Thijs Maalderink · Thomas van Vliet · Timur Perlin · Toine van Peperstraten · Tom Mulder · Will Luikinga · Yora Rienstra· Wouter van der Goes· Frank van 't Hof · Stefan Stasse  ·